# Подолье (Ивано-Франковская область)
Подолье (укр. Поділля) — село в Большовцевской поселковой общине Ивано-Франковского района Ивано-Франковской области Украины.
Население по переписи 2001 года составляло 350 человек. Занимает площадь 8,56 км². Почтовый индекс — 77125. Телефонный код — 03431.

## История
В 1946 году указом ПВС УССР село Сернки Долишные переименовано в Подолье.